# Melanargia leucogonia
Melanargia leucogonia är en fjärilsart som beskrevs av Collier 1952. Melanargia leucogonia ingår i släktet Melanargia och familjen praktfjärilar. Inga underarter finns listade i Catalogue of Life.